# Кевин и Кел
Кевин и Кел је дневни стрип аутора Била Холбрука. Почео је да излази 3. септембра 1995. и сматра се првим стрипом који се објављивао искључиво преко Интернета, односно званичног сајта стрипа. Тема је брак зеца Кевина и вучице Кел. Иначе, сви ликови су животиње па тако стрип има карактер басне.

## Радња
Место радње стрипа Кевин и Кел је Домејн, град кога насељавају искључиво животиње. Главни јунаци су зец Кевин и вучица Кел, Келин син Руди и Кевинова усвојена ћерка Линдесфарн. Структура стрипа се базира на комбиновању животињских особина са људским, те тако готово све животиње имају рачунар и везу са интернетом, а опет су, с друге стране, задржале све особине које иначе имају као биљоједи, месоједи, предаори, инсектојеци и ноктурне животиње. Уосталом, имена насловних јунка су смишљена тако да асоцирају на речи "heaven and hell", односно „рај и пакао“, да би наговестила разлику између јунака, који и поред свега имају сасвим складан брак.
Зец Кевин је био у браку са зечицом Анџеликом. Како нису могли да имају деце, усвојили су женску бебу јежа по имену Линдесфарн. Међутим, Анђелика је једног дана, док је Кевин био на послу, упознала неког преко Интернет дописивања, заљубила се у њега и мирне душе оставила Кевина и Линдесфарн која је још била мала. Убрзо после тога Кевин, упознаје, такође онлајн, вучицу Кел. Сазнао да је да је њој муж, са којим је имала сина Рудија, умро те је остала удовица. Пошто су обоје тражили новог брачног друга, склопили су брак. Иако би по свим правилима вук требало да поједе зеца, њих двоје су, ето, ступили у брачну заједницу и, наравно, увели и своју децу. Њима је испрва била чудна нова породица, посебно Рудију који никако није могао да се навикне да је глава породице зец. И околина, укључујући и породице Кевина и Кел, реаговала је углавном негативно на овај брак. Ипак, њих двоје се нису обазирали много на то. Обоје имају уходане послове: Кевин је радио као системски оператор на онлајн форуму биљоједа, а Кел у фирми „Разређивачи стада, д.о.о“. Њихова деца иду у школу (Руди има 12 година, а Линдсфарн 17) са половичним успехом; Рудију иде прилично слабо и чак је морао да иде у летњу школу једне године, док је Линдсфарн изузетно интелигентна и одличан ђак.
Кевин и Кел имају и дете из заједничног брака, а то је Кони, зечица са апетитом вука. Када је стрип почео Кел је већ била трудна са Кони, да би се крајем октобра породила. Тако породична структура - брачни пар са сином обешењаком, интелигентном ћерком и бебом доста подсећа на Симпсонове.
2005. је издата role-playing игра са тематиком стрипа, а у плану је и прављење ТВ серије. Од 2000. стрип излази у боји.

## Главни ликови
- Кевин Дукло: глава породице. Раније је радио као оператор н форуму Биљоједа, док сада води фирму „Хер-линк“ (Hare-link). Изразито је висок и крупан за зеца. Готово увек му је једно ухо савијено а друго подигнуто у вис. Као сваки зец, омиљена храна му је трава, па тако кад коси траву он је у ствари једе. Типичан је породични човек, веома посвећен жени и деци. Када је Руди, шокиран што је видео девојку с другим, отишао у неку секту, Кевин је ризиковао живот да га избави одатле показујући да подједнако воли и њега као и Линдесфарн без обзира што му је пасторак.
- Кел Дукло: Кевинова супруга. Ради у фирми „Разређивачи стада“. Током развоја приче у стрипу радила је доста послова. Задужења су јој била од хватања дивљачи до оперисања компјутерима. Шеф јој се зове Ар Ел и сматра да је доста вредна и радна жена, те ју је и тестирао на разним радним местима. Посвећена је свом занимању као и кућним пословима. Уз све то стигне да се стара и о Кони.
- Линдесфарн Дукло: јежица, Кевинова усвојена ћерка. Док јој није било нимало чудно што јој је отац зец и без проблема га ословљавала са „тата“, дотле неко време није могла да се навикне на Кел као на своју мајку, мада је и то постигла временом. Једном приликом је покушала да открије своје праве родитеље. До конкретних резултата није дошла, већ је сазнала да би могла да потиче из британске краљевске породице. Пошто је то сазнала, решила је да одустане од даље потраге. Одликује се великом интелигенцијом, интересовању за многе ствари, одлично барата компјутером а велика жеља јој је да пронађе ДНК за припитомљеност дивљих животиња. Има момка који се зове Фентон Фускус и који је у ствари слепи миш.
- Руди Дукло: Келин син из брака са вуком по имену Ренди Фоксглав. Он није тако добар ђак као Линдесфарн, али то не значи да је ограничен или лењ: талентован је за сликање као и за лов дивљачи. Дуго није могао да прихвати Кевина као главу породице, али се временом навикао. Има девојку по имену Фиона Фенек.
- Кони Дукло: беба Кевина и Кел. Од Кевина је наследила врсту, дакле зечица је, а од Кел апетит вука, те је тако сваштојед. У стању је да поједе много више него што је сама тешка, и најчешћа поза у којој је приказују је како испљувава кост или чак цео скелет. Иако само беба, у стању је да интелигентно размишља у себи, па тако на пример „зна“ да ако заплаче у беби монитор да ће неко да дотрчи.

## Остали ликови
- Фиона Фенек: Рудијева девојка. Запазила је Рудија у школи, те је уговорила састанак са њим на пун месец, јер је знала да ће он да утиче на Рудија тако што ће да га начини џентлменом. Руди је то схватио, али ју је ипак прихватио као своју девојку. Њу одликује чаробна моћ да поправља ствари: било би довољно само да упре прстом у одређен покварен и/или поломљен предмет и он ће бити поправљен. Када је крајем 1999. настала паника око миленујумске бубе, Фиона је путовала по свету поправљајући све рачунаре на свету.
- Фентон Фускус: слепи миш, Линдсфарнин момак. Њих двоје често лете по крају тако што, наравно, Фентон лети уз помоћ својих крила а Линдсфарн држи за руку. Одважио се да запроси Линдсфарн са само 18 година; она је одбила али су остали у складној вези. Данас ради у Кевиновом Хер-линку.
- Ралф Дуклау: Келин брат. Првих година стрипа трудио се да дочепа Кевина, али никада у томе није успео. На крају се помирио са зетом, па чак и ради у његовој компанији.
- Анђелика: Кевинова бивша супруга. Оставила је мужаи њихову усвојену ћерку због некога кога је упознала на Интернету и „дубоко се заљубила“ у њега, а чак му ни име није знала већ само као „корисника број 458". Касније се удала за Келиног шефа, Ар Ела, и има усвојену децу у виду малих творова.
- Ар Ел (R.L.): Келин газда и власник „Разређивача стада“. Увек му је приказиван само врх њушке, дакле лице никада, те због тога неки тврде да у ствари није вук као што би се одмах помислило, већ ждеравац. Током развоја приче стрипа упознао је Анђелику и оженио се њом. Имао је претходника, веома сличног себи; име му је било Ел Ди (L.D.), такође му се увек видео само врх њушке, а удавио се у соптвеној пљувачки пошто је видео Кони.
- Керуша Кендис: женка немачког овчара коју је Кевин упослио као оператора-асистента док је радио на форуму биљоједа. Сада када поседује фирму Хер-линк, Кендис му је једна од радника.
- Бруно Лупулин: Рудијев школски друг. За њега је карактеристично да је у љубави са овцом по имену Дејл Кори, али како је „друштвено неприхватљиво“ да вук буде у љубави с овцом, он је, када је у друштву, носи на леђима као овчију кожу, која наравно „оживи“ када су њих двоје сами.
- Кетрин Ора: Рудијева учитељица, иначе лешинар. Има сина Најџела.